# Metoponrhis rungsi
Metoponrhis rungsi là một loài bướm đêm trong họ Noctuidae.